# Ursula van Rienen

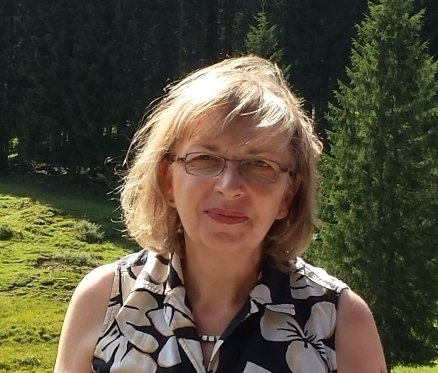
Ursula van Rienen

Ursula van Rienen, geb. Götte (* 2. Mai 1957 in Düsseldorf) ist Universitätsprofessorin für Theoretische Elektrotechnik an der Universität Rostock. Ihre Forschungsschwerpunkte sind die Wechselwirkung elektromagnetischer Felder mit biologischem Gewebe und die elektromagnetischen Felder in der Beschleunigerphysik.

## Berufliche Laufbahn
Ursula van Rienen besuchte das Gymnasium Marienberg in Neuss und studierte von 1976 bis 1983 an der Rheinischen Friedrich-Wilhelm-Universität in Bonn Mathematik, im Nebenfach Physik und Operations Research. Thema ihrer Diplomarbeit in der Angewandten Mathematik war die "Numerische Lösung linearer Gleichungssysteme unter a priori Genauigkeitsvorgaben mit Anwendungen in der Netztheorie". Von 1983 bis 1989 arbeitete sie als Doktorandin und wissenschaftliche Mitarbeiterin bei der Stiftung Deutsches Elektronen-Synchrotron (DESY) in Hamburg. Sie wurde an der Technischen Hochschule Darmstadt im Fachbereich Mathematik mit ihrer Dissertation zum Thema "Zur numerischen Berechnung zeitharmonischer elektromagnetischer Felder in offenen, zylindersymmetrischen Strukturen unter Verwendung von Mehrgitterverfahren" promoviert. 1990 bis 1995 war sie wissenschaftliche Angestellte an der Technischen Hochschule Darmstadt (heute TU Darmstadt) am Lehrstuhl für Theoretische Elektrotechnik. Von 1995 bis 1997 wurde sie durch ein Habilitationsstipendium der Deutschen Forschungsgemeinschaft (DFG) gefördert. 1997 erhielt Ursula van Rienen am Fachbereich Elektrotechnik und Informationstechnik der TH Darmstadt die Venia Legendi für die Fächer Theoretische Elektrotechnik und Wissenschaftliches Rechnen. Für ihre Habilitationsschrift (Lineare Gleichungssysteme in der numerischen Feldberechnung) erhielt sie 1999 den Preis der Vereinigung von Freunden der Technischen Universität zu Darmstadt e.V. (Ernst-Ludwigs-Hochschulgesellschaft).
1997 erhielt sie einen Ruf an die Universität Rostock, wo sie den Lehrstuhl für Theoretische Elektrotechnik innehat. Von 2004 bis 2006 war sie Dekanin der Fakultät für Informatik und Elektrotechnik an der Universität Rostock. Von 2006 bis 2008 war sie Vorsitzende des Fakultätentages für Elektrotechnik und Informationstechnik. Von 2009 bis 2013 bekleidete sie das Amt der Prorektorin für Forschung und Forschungsausbildung. Sie wirkte in verschiedenen Gremien und Kommissionen der DFG und Hochschulrektorenkonferenz (HRK) sowie weiterer wissenschaftlicher Einrichtungen mit. 2010 wurde sie zum Mitglied von AcademiaNet ernannt. Seit 2017 ist sie gewähltes Mitglied der Deutschen Akademie der Technikwissenschaften acatech.

## Forschungstätigkeit
Wesentliche Schwerpunkte der Forschung von Ursula van Rienen liegen in der numerischen Lösung partieller Differentialgleichungen sowie linearer Gleichungssysteme in verschiedenen Anwendungsgebieten. Seit ihrer Promotionszeit befasst sie sich mit wissenschaftlichen Fragestellungen zur elektromagnetischen Feldberechnung in der Beschleunigerphysik. Neben weiteren Anwendungsgebieten aus der Elektrotechnik kamen dann insbesondere wissenschaftliche Simulationsstudien in der Biomedizinischen Technik hinzu. Von 2008 bis 2017 war sie Sprecherin des von der DFG geförderten Graduiertenkollegs 1505: Analyse und Simulation elektrischer Wechselwirkungen zwischen Implantaten und Biosystemen. Seit 2017 ist sie Sprecherin des DFG-geförderten Sonderforschungsbereiches 1270: Elektrisch aktive Implantate.

## Veröffentlichungen (Auswahl)
- Eden Tafa Tulu, André Arnold, Ursula van Rienen: Systematic study of multipactor suppression techniques for a superconducting rf gun. In: Physical Reviews Accelerators and Beams. 21, 2018, Artikel 113402 (13 S.).
- Duy Truong, Christian R. Bahls, Barbara Nebe, Ursula van Rienen: Simulation of actin distribution of osteoblasts on titanium pillar arrays using a bio-chemo-mechanical model. In: International Journal for Munerical Methods in Biomedical Engineering. Vol. 34, 2018, Artikel e3097 (9 S.).
- Kiran K. Sriperumbudur, Hans-Wilhelm Pau, Ursula van Rienen: Effect of Tissue Heterogeneity on the Transmembrane Potential of Type-1 Spiral Ganglion Neurons: A Simulation Study. In: IEEE Transactions on Biomedical Engineering. Vol. 65, 2018, S. 658–668.
- Franziska Reimann, Ulf Lehnert, Ursula van Rienen, Peter Michel: Rayleigh–Ritz based expansion method for wakefields in dielectrically lined rectangular waveguides. In: Journal of Computational Physics. Vol. 372, 2018, S. 299–315.
- Shahnam Gorgizadeh, Thomas Flisgen, Ursula van Rienen: Eigenmode Computation of Cavities with Perturbed Geometry Using Matrix Perturbation Methods Applied on Generalized Eigenvalue Problems. In: Journal of Computational Physics. Vol. 364, 2018, S. 347–364.
- Robert Bestel, Revathi Appali, Ursula van Rienen, Christiane Thielemann: Effect of Morphologic Features of Neurons on the Extracellular Electric Potential: A Simulation Study Using Cable Theory and Electro-Quasi-Static Equations. In: Neural Computation. 29, 2017, S. 2955–2978.
- Christian Schmidt, Ulf Zimmermann, Ursula van Rienen: Modeling of an Optimized Electro-Stimulative Hip Revision System under Consideration of Uncertainty in the Conductivity of Bone Tissue. In: IEEE Journal of Biomedical and Health Informatics. Vol. 19, 2015, S. 1321–1330.
- Thomas Flisgen, Hans-Walter Glock, Pei Zhang, Ian R.R. Shinton, Nicoleta Baboi, Roger M. Jones, Ursula van Rienen: Scattering Parameters of the 3.9 GHz Accelerating Module in Scattering parameters of the 3.9 GHz accelerating module in a free-electron laser linac: A rigorous comparison between simulations and measurements. In: Physical Review Special Topics – Accelerators and Beams. 17, 2014, Artikel 022003 (19 S.).
- Christian Schmidt, Peadar Grant, Madeleine Lowery, Ursula van Rienen: Influence of Uncertainties in the Material Properties of Brain Tissue on the Probabilistic Volume of Tissue Activated. In: IEEE Transactions on Biomedical Engineering. Vol. 60, 2013, S. 1378–1387.
- Revathi Appali, Ursula van Rienen, Thomas Heimburg: A comparison of the Hodgkin-Huxley model and the soliton theory for the action potential in nerves. In: Advances in Planar Lipid Bilayers and Liposomes. Vol. 16, 2012, S. 275–299.
- Ekaterina Gongadze, Doron Kabaso, Sebastian Bauer, Tomaž Slivnik, Patrik Schmuki, Ursula van Rienen, Aleš Iglič: Adhesion of osteoblasts to a nanorough titanium implant surface. In: International Journal of Nanomedicine. Vol. 6, 2011, S. 1801–1816.
- Ursula van Rienen: Kein Entweder-Oder! Karriere und Kinder passen zusammen. In: Birgit Piechulla (Hrsg.): Professorin und Mutter – wie geht das? 28 Berichte vom alltäglichen Spagat zwischen Familie und akademischer Karriere. Heidelberg 2011, ISBN 978-3-8274-2431-0, S. 283–299.
- Tomasz Galek, Katrin Porath, Eberhard Burkel, Ursula van Rienen: Extraction of Effective Permittivity and Permeability of Metallic Powders in the Microwave Range. In: Modelling and Simulation in Materials Science and Engineering. Vol. 18, 2010, Artikel 025015 (13 S.).
- Gisela Pöplau, Ursula van Rienen, Bas van der Geer, Marieke de Loos: Multigrid Algorithms for the Fast Calculation of Space-Charge Effects in Accelerator Design. In: IEEE Transactions on Magnetics. Vol. 40, 2004, S. 714–717.
- Ursula van Rienen: Numerical Methods in Computational Electrodynamics – Linear Systems in Practical Applications. (= Lecture Notes in Computational Science and Engineering. Vol. 12). Springer, Berlin 2001, ISBN 3-540-67629-5.
- Ursula van Rienen, Markus Clemens, Thomas Weiland: Simulation of Low-Frequency Fields on High-Voltage Insulators with Light Contaminations. In: IEEE Transactions on Magnetics. Vol. 32, 1996, S. 816–819.
- Ursula van Rienen: Higher Order Mode Analysis of Tapered Disc-Loaded Waveguides Using the Mode Matching Technique. In: Particle Accelerators. Vol. 41, 1993, S. 173–201.
- Ursula van Rienen, Thomas Weiland: Triangular Discretization Method for the Evaluation of RF-Fields in Waveguides and Cylindrically Symmetric Cavities. In: Particle Accelerators. Vol. 20, 1986, S. 239–267 (auch als Preprint DESY 86-04).